# Casas Colgadas
Pour les articles homonymes, voir Casas.

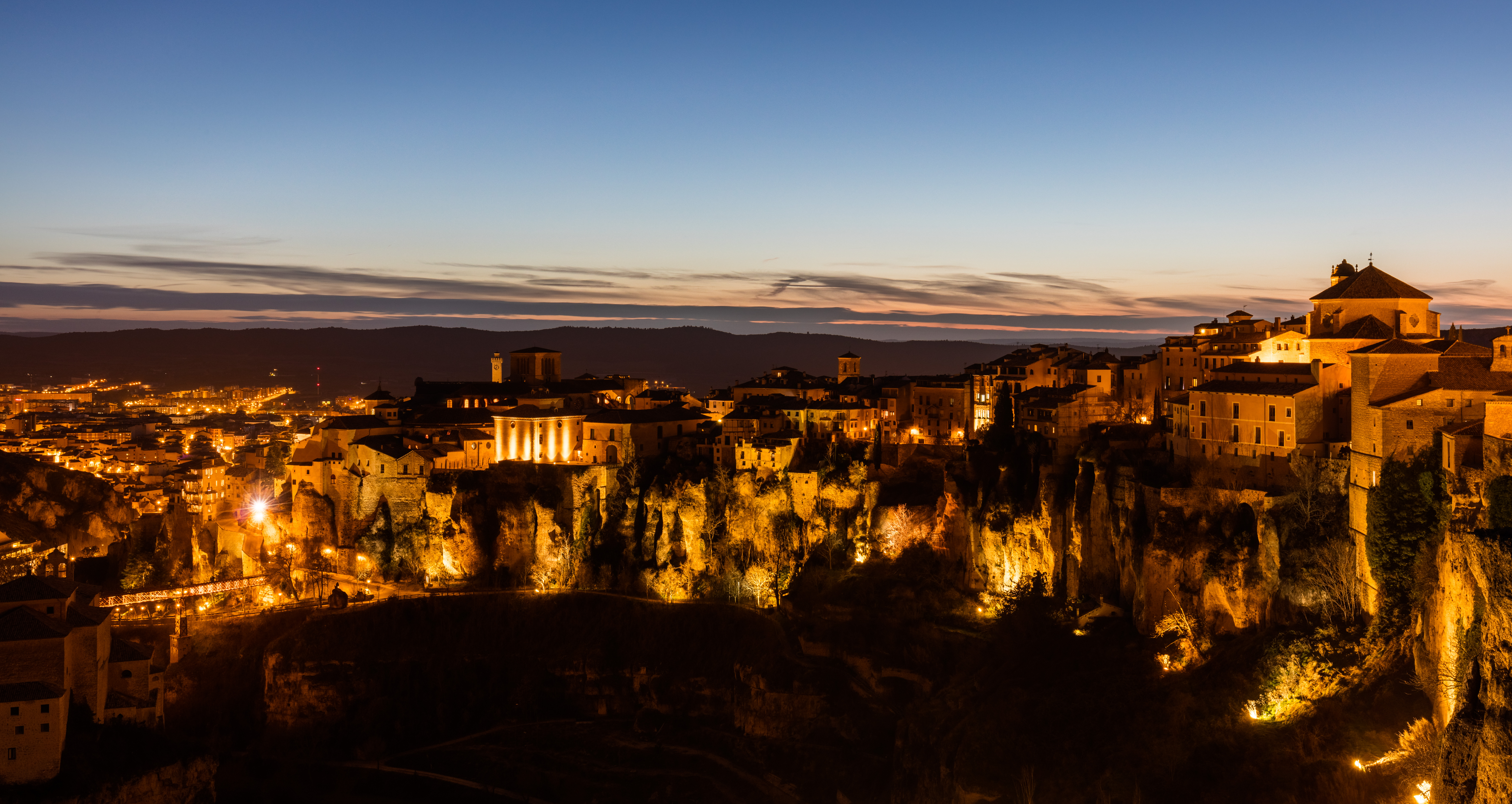
Vue nocturne.

Les Casas Colgadas (maisons suspendues en français), appelées également Casas Voladas sont des maisons de deux ou trois étages accrochées à un escarpement surplombant le vide. Les plus connues sont situées à Cuenca en Castille-La Manche (Espagne).

## LesCasas Colgadasde Cuenca
Ces maisons se trouvaient principalement situées sur le côté Est de la vieille ville, au-dessus des gorges du Huécar.
Ces maisons sont appelées de cette manière car une partie d'entre elles possèdent des balcons projetés dans le vide, sans support matériel par-dessous, fixées au mur de dessous par des supports en diagonale.
D'origine incertaine, leur existence est avérée depuis au moins le XVe siècle. Durant leur histoire, diverses restructurations ont été opérées, les dernières d'entre elles intervenant dans les années 1920.
Leur affectation a varié : logements seigneuriaux, de particuliers ou encore Casa Consistorial (hôtel de ville).
Aujourd'hui, il ne reste qu'une petite partie d'entre elles. Les plus connues sont un ensemble de trois maisons avec des balcons en bois. Deux d'entre elles (Las Casas del Rey) abritent le musée d'art abstrait espagnol de Cuenca, la troisième (La Casa de la Sirena) est une auberge-restaurant.

## Maisons suspendues ailleurs en Espagne
On trouve des maisons suspendues dans d'autres localités en Espagne, par exemple à Albarracín, Cantavieja, Castellfollit de la Roca, Frías, Gérone, Ronda et Tarazona. Dans certaines de ces maisons, ce ne sont pas les balcons qui se trouvent dans le vide, mais une partie de l'intérieur de la maison avec leurs fenêtres.